# Lizînka, Odesa
Lizînka (în ucraineană Лізинка) este un sat în comuna Krasnosilka din raionul Odesa, regiunea Odesa, Ucraina.

## Demografie
Componența lingvistică a localității Lizînka
     Ucraineană (87,43%)
     Rusă (8,57%)
     Română (3,43%)
     Alte limbi (0,57%)
Conform recensământului din 2001, majoritatea populației localității Lizînka era vorbitoare de ucraineană (87,43%), existând în minoritate și vorbitori de rusă (8,57%) și română (3,43%).